# Julie Johnson (film)
Julie Johnson è  un film statunitense del 2001 diretto da Bob Gosse. Fu presentato al Sundance Film Festival e al Festival di Berlino 2001 nella sezione Panorama.

## Trama
Julie Johnson, casalinga di Hoboken, decide di seguire un corso di informatica al college locale per dare una svolta alla sua vita insoddisfacente. Insultata e derisa dal marito Rick, decide di lasciarlo e continuare a seguire i propri studi. Seguendo il suo esempio, la sua migliore amica Claire lascia a sua volta il compagno violento Mike e, non avendo un posto dove andare, si trasferisce nella casa dove Julie vive con i suoi figli. La convivenza porta le due amiche a sviluppare una relazione sentimentale più profonda.

## Produzione

### Riprese
Le riprese del film si svolsero nel mese di giugno del 2000 tra il New Jersey e New York, con alcune scene girate a Fort Greene.
Lili Taylor, scelta per il ruolo della protagonista, descrisse il personaggio come "fondamentalmente addormentato, e poi la tensione cresce e lei si spezza. Questa storia mi ricorda la fiaba che si chiama "La fanciulla senza mani", e per un po' l'ho immaginata senza mani, come una persona incompleta". La cantante Courtney Love dichiarò di aver accettato di interpretare il personaggio di Claire dopo aver conosciuto diverse persone omosessuali non dichiarate: "Sono cresciuta sulla West Coast con gli hippy, dove se le persone erano gay, erano gay. Non è un grosso problema. Ma poi un paio di anni fa, quando ho iniziato a essere proiettato più nel mainstream e a dover avere a che fare con i valori americani mainstream non capendoli veramente, ho iniziato a incontrare persone che non avevano fatto coming out, che non erano risolte con questo, ed è la maggior parte delle persone che vivono in questo paese. E ho iniziato ad avere molta più compassione per il fatto che non possono fare coming out, perché non è così facile".
Durante le riprese del film, Courtney Love venne perseguitata da una stalker, il che portò la produzione a dover adottare misure di sicurezza particolarmente rigide.

## Distribuzione
Il film venne presentato in anteprima mondiale al Sundance Film Festival il 26 gennaio del 2001.

## Accoglienza

### Pubblico
Il film venne proiettato in diversi festival e rassegne internazionali, tra cui l'Inside Out Film and Video Festival di Toronto, dove fece registrare il tutto esaurito.

### Critica
Andy Bailey su IndieWire definì la pellicola come "Un film problematico su tutti i livelli immaginabili, ben intenzionato ma disastrosamente eseguito" e sostenne che "Il difetto più eclatante di "Julie Johnson" è che ci identifichiamo con il personaggio di Courtney Love più che con quello di Lili Taylor".
Dennis Harvey di Variety stroncò il film come "un dramma ispirazionale fiacco che prende spunto da Will Hunting - Genio ribelle, per poi filtrarlo attraverso i cliché dell'empowerment delle casalinghe in stile televisivo. Una rozza cucchiaiata di risveglio lesbico viene versata sopra senza alcuna ragione discernibile oltre al valore dell'eccitazione".
La rivista Time Out, nel recensire la pellicola, scrisse: "Ci sono alcuni momenti dolci e bollenti tra le due donne mentre sia Taylor che Love danno vita a una sceneggiatura improbabile. E nonostante il finale pessimista che vede la matematica e le formazioni stellari trionfare sulla felicità lesbica, è una storia calda, anche se stranamente datata, di emancipazione femminile vinta contro ogni previsione".

## Riconoscimenti
- 2001 - Outfest
  - Miglior attrice a Courtney Love
- 2001 - Philadelphia Gay and Lesbian Film Festival
  - Miglior film lesbico